# Kościół św. Jana Chrzciciela i Matki Bożej Pocieszenia w Gieczu
Kościół świętego Jana Chrzciciela i Matki Bożej Pocieszenia w Gieczu – jeden z dwóch kościołów rzymskokatolickich we wsi Giecz, w powiecie średzkim. Należy do dekanatu kostrzyńskiego.
Jest to świątynia drewniana wzmiankowana w 1240 roku, obecna została wybudowana po pożarze w 1717 roku, kilkakrotnie była restaurowana. Przy budowli został odkryty fragment muru świątyni przedromańskiej wybudowanej z kamienia polnego. Wyposażenie wnętrza pochodzi z XVIII stulecia. W ołtarzu głównym znajduje się obraz Matki Bożej Pocieszenia ze szkoły wielkopolskiej, pochodzący z XVII wieku.